# مؤتمر الأمم المتحدة للتغير المناخي 2003
انعقد مؤتمر الأمم المتحدة للتغير المناخي 2003 في الفترة من 1 حتى 12 ديسمبر 2003 في ميلانو، إيطاليا.
1. 1 2   https://unfccc.int/process-and-meetings/conferences/past-conferences/milan-climate-change-conference-december-2003/cop-9. اطلع عليه بتاريخ 2021-12-10. {{استشهاد ويب}}: |url= بحاجة لعنوان (مساعدة) والوسيط |title= غير موجود أو فارغ (من ويكي بيانات) (مساعدة)